# Església de Santa Maria la Major (Alcanyís)
L'església de Santa Maria la Major d'Alcanyís (Província de Terol, Espanya) va ser col·legiata de 1407 a 1851. Del conjunt sobresurt la gran torre gòtica, principal testimoniatge de l'antic temple medieval, i l'edificació barroca dotada d'una façana de dimensions catedralícies.

## El temple gòtic

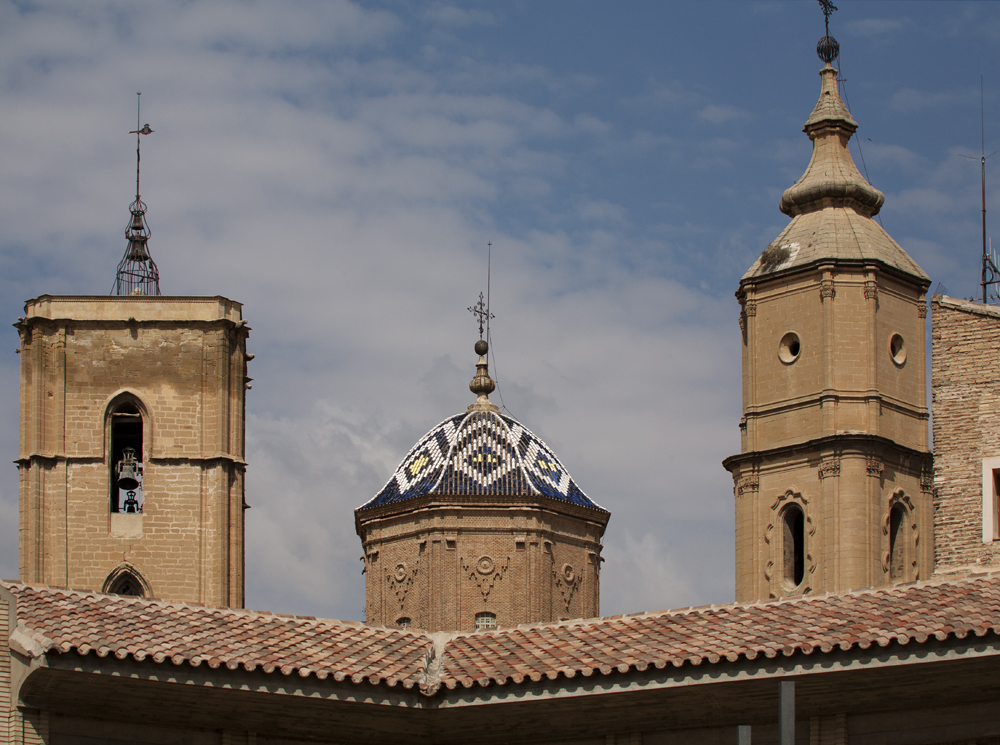
Torres de Santa Maria (Alcanyís)

D'aquesta obra –realitzada en la seva major part al segle xiii– es conserva la seva gran torre-campanar i altres restes fragmentàries que permeten, al costat dels testimoniatges documentals, fer una reconstrucció ideal d'aquest. Va tenir aquesta església tres naus –la central de major altura i amplària que les laterals-, capçalera poligonal i girola amb capelles radials. El 13 de maig de 1407 va ser beneficiada amb el títol de col·legial, per butlla de Benet XIII, el Papa Luna. La grandiositat de la torre, una de les més notables de l'antiga Corona d'Aragó, s'associa amb el desig de la ciutat, llavors vila, d'erigir un símbol del poder municipal enfront del senyorial representat pel gran castell calatravo. Va tenir una marcada plurifuncionalitat: cívic-religiosa, pel seu caràcter de torre-campanar, i defensiva, en concebre's com a habitació-refugi. D'extraordinària bellesa són els seus estilitzats finestrals, les seves gàrgoles i la vista de la ciutat que pot contemplar-se des de la terrassa que la corona.

## La capella de la Solitud
Es va construir per acollir les imatges de la Verge de la Solitud i el Sant Crist que, segons la tradició, va portar un pelegrí a Alcanyís, al segle xvi. Beneïda en 1732, es va conservar quan es va decidir demolir el temple gòtic tres anys més tard. Es va projectar com una capella adossada a la capçalera del temple gòtic, com a obra unitària i independent. Es redecorà a la fi del segle xviii, amb un gran baldaquí i amb un treball basat en la utilització d'estuc que va ocultar les pintures originals. El seu programa iconogràfic té com a tema bàsic la passió, el dolor i la solitud davant la mort de Crist.

## El temple barroc
La demolició del temple gòtic i la construcció de la gran obra barroca del segle xviii -iniciada en 1736 i conclosa diverses dècades després- va estar condicionada per l'estat de deterioració de l'edifici medieval; l'anhel de tenir un temple de major capacitat; la ‘reorientació’ de l'edifici cap al centre cívic de la ciutat; i, sobretot, el desig de comptar amb un temple d'acord amb el gust o la ‘moda’ del moment, el principal paradigma del qual era la basílica del Pilar de Saragossa. Per aquest motiu l'arquitecte que ho dissenyés fos Domingo de Yarza, un dels responsables de l'obra saragossana, i que s'acceptés el model caracteritzat per dos elements: la concepció d'espai únic associada a la idea d'església saló o hallenkirche (generada per la igualtat en l'altura de les naus) i la utilització de doble pilar, també denominat suport ‘pilarista’.

## La portada principal
Portada reafonada en forma absidial o d'exedra, emmarcada per un gran arc de mig punt que la connecta amb l'àmbit artístic del nord peninsular. Connexió que es justifica pel gran protagonisme que en l'execució d'aquesta obra va tenir el mestre picapedrer i escultor guipuscoà Juan Bengoechea Ameztoy. Presenta una clara composició piramidal, amb ritme ascendent, emfatitzat pels elements corbs del cos central. Està concebuda com portada-retaule, estructurada en tres pisos o cossos. En el primer cos es disposen les imatges de sant Pere i sant Pau; en el segon, quatre arcàngels flanquegen al gran grup escultòric de Santa Maria; i en el superior es localitzen les figures de sant Tomàs d'Aquino, a l'esquerra, i sant Vicent Ferrer, a la dreta. Sobre la porta es va esculpir l'escut del capítol de la col·legial, amb les canyes al·lusives a Alcanyís i amb les armes del Papa Luna. Aquesta obra va haver de concloure's en 1779.

## El retaule major
Obra de l'escultor alcanyissà Tomás Llovet, director durant diverses dècades de l'Acadèmia de Belles arts de Sant Luis de Saragossa i figura fonamental de l'escultura aragonesa de la primera meitat del segle XIX. Aquest retaule –realitzat entre 1798 i 1801- no conserva cap de les seves escultures d'embalum i els seus relleus van ser reconstruïts després de la guerra civil. El seu gran espai central està ocupat íntegrament pel baix relleu al·lusiu a l'Assumpció de Maria. I en el seu cos superior —separat per un gran entaulament i emfatitzat per un frontó triangular- veiem un tondo amb la imatge de la Trinitat.

## Pintures

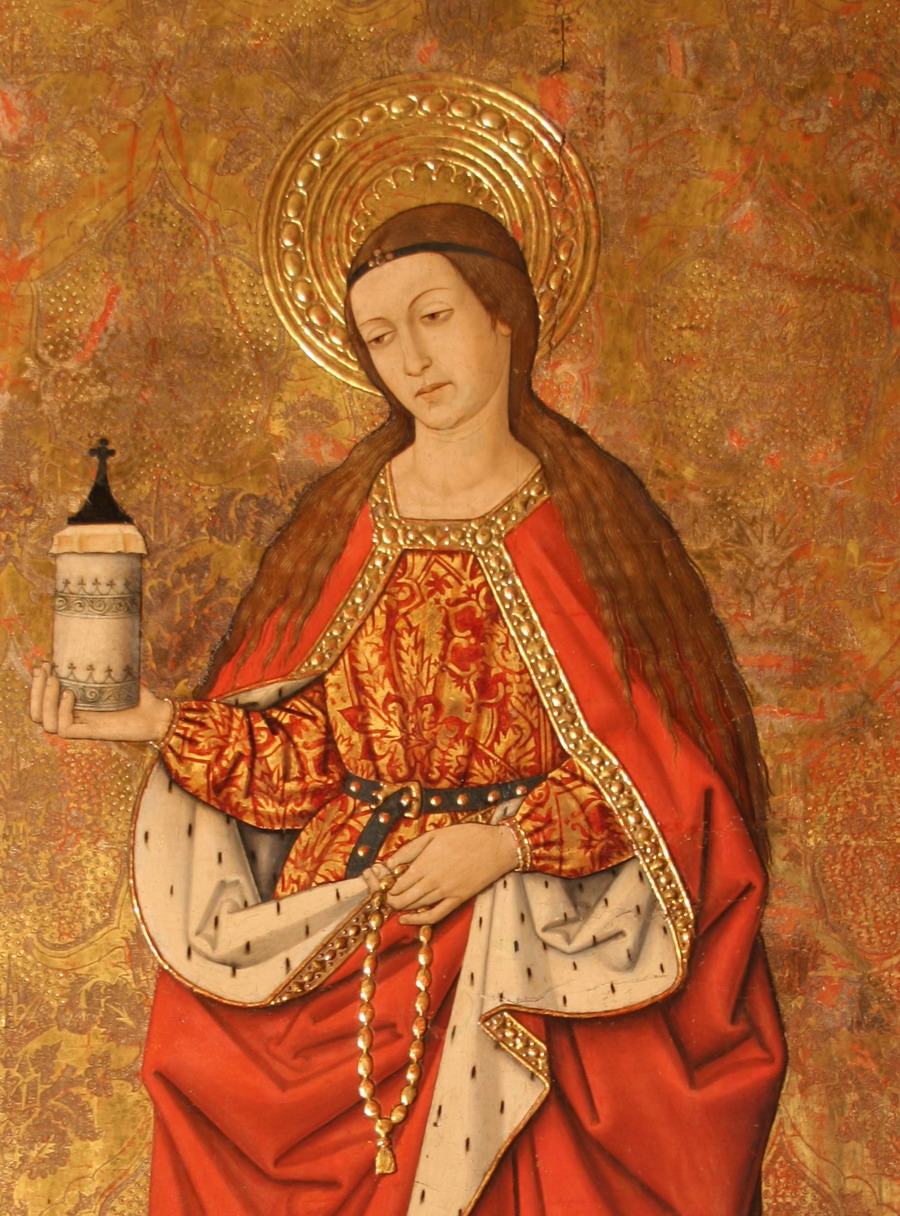
Pintura gòtica. Santa Maria la Major (Alcanyís)

Aquest temple conserva valuoses obres pictòriques. Entre elles destaca un interessant conjunt de pintura gòtica atribuït al taller de Domènec Ram –un dels pintors més importants d'Aragó de finals del segle XV– i distribuït entre una predel·la amb diverses escenes i una bella imatge de santa Maria Magdalena. També té un notable interès un segon grup de taules, en aquest cas renaixentistes, datades en les dues primeres dècades del segle xvi i atribuïdes al ‘Mestre d'Alcanyís', darrerament identificat amb el lleidatà Blai Guiu. Formen aquest conjunt sis taules, en les quals es representen als sants Cosme i Damià, santa Caterina de Siena i santa Apol·lònia, sant Jeroni, una Epifania, sant Blai i sant Pere. Totes elles poden contemplar-se en la sagristia del temple.

## Mestres de Capella
- José de Cáseda, pels anys 1710-1716;
- Bernardo Pascual (1689-c. 1754);
- Rafael Anglès (Ráfales, 1730-Valencia 1816), des del 1754 fins al 1762, quan passà d'organista a la Catedral de València;[2]
- Manuel Gascón des del 1762;

## Font bibliogràfica
- CID PRIEGO, Carlos (1956). CID PRIEGO, Carlos. La Colegiata de Alcañiz.  Teruel: Instituto de Estudios Turolenses, 1956.

- MAGDALENA LACAMBRA, Federico (1944). MAGDALENA LACAMBRA, Federico. La iglesia colegiata de Alcañiz. Apuntes históricos.  Zaragoza: El Noticiero, 1944.

- THOMSON LLISTERRI, Teresa (2006). THOMSON LLISTERRI, Teresa. Iglesia de Santa María la Mayor de Alcañiz.  Alcañiz: Centro de Estudios Bajoaragoneses, 2006. ISBN 84-87166-17-2.